# رودي أرويو
رودي أرويو (بالإنجليزية: Rudy Arroyo)‏ هو لاعب كرة قاعدة أمريكي، ولد في 19 يونيو 1950 في نيويورك في الولايات المتحدة.

## وصلات خارجية
- رودي أرويو على موقعبيزبول رفرنس.كوم (الدوري الرئيسي) (الإنجليزية)
- رودي أرويو على موقعبيزبول رفرنس.كوم (الدوري الثانوي) (الإنجليزية)